# Gran Premi de Malàisia del 2003
Resultats del Gran Premi de Malàisia de Fórmula 1 de la temporada 2003, disputat al circuit de Sepang el 23 de març del 2003.

## Resultats
| Pos. | No | Pilot                 | Equip              | Voltes | Temps/ Retirada         | Pos. de sortida | Punts |
| ---- | -- | --------------------- | ------------------ | ------ | ----------------------- | --------------- | ----- |
| 1    | 6  | Kimi Räikkönen        | McLaren - Mercedes | 56     | 1h 32' 22. 1            | 7               | 10    |
| 2    | 2  | Rubens Barrichello    | Ferrari            | 56     | + 39.3 s                | 5               | 8     |
| 3    | 8  | Fernando Alonso       | Renault            | 56     | + 1' 04.0 min.          | 1               | 6     |
| 4    | 4  | Ralf Schumacher       | Williams - BMW     | 56     | + 1' 28.0 min.          | 17              | 5     |
| 5    | 7  | Jarno Trulli          | Renault            | 55     | + 1 Volta               | 2               | 4     |
| 6    | 1  | Michael Schumacher    | Ferrari            | 55     | + 1 Volta               | 3               | 3     |
| 7    | 17 | Jenson Button         | BAR - Honda        | 55     | + 1 Volta               | 9               | 2     |
| 8    | 9  | Nick Heidfeld         | Sauber-Petronas    | 55     | + 1 Volta               | 6               | 1     |
| 9    | 10 | Heinz-Harald Frentzen | Sauber - Petronas  | 55     | + 1 Volta               | 13              |       |
| 10   | 12 | Ralph Firman          | Jordan - Ford      | 55     | + 1 Volta               | 20              |       |
| 11   | 21 | Cristiano da Matta    | Toyota             | 55     | + 1 Volta               | 11              |       |
| 12   | 3  | Juan Pablo Montoya    | Williams - BMW     | 53     | + 3 Voltes              | 8               |       |
| 13   | 19 | Jos Verstappen        | Minardi - Cosworth | 52     | + 4 Voltes              | 18              |       |
| Ret  | 15 | Antonio Pizzonia      | Jaguar - Cosworth  | 42     | Accident                | 15              |       |
| Ret  | 18 | Justin Wilson         | Minardi - Cosworth | 41     | Retirat                 | 19              |       |
| Ret  | 14 | Mark Webber           | Jaguar - Cosworth  | 35     | Motor                   | 16              |       |
| Ret  | 20 | Olivier Panis         | Toyota             | 12     | Pressió del combustible | 10              |       |
| Ret  | 5  | David Coulthard       | McLaren - Mercedes | 2      | Part elèctrica          | 4               |       |
| Ret  | 11 | Giancarlo Fisichella  | Jordan - Ford      | 0      | Part elèctrica          | 14              |       |

## Altres
- Pole: Fernando Alonso 1' 37. 044

- Volta ràpida: Michael Schumacher 1' 36. 412 (a la volta 45)